# Kad jaganjci utihnu (1991.)
Kad jaganjci utihnu (eng. The Silence of the Lambs) je američki triler Jonathana Demmea iz 1991. s Jodie Foster i Anthonyjem Hopkinsom u glavnim ulogama. Temeljen je na romanu Thomasa Harrisa, njegovom drugom djelu o dr. Hannibalu Lecteru, briljantnom psihijatru i kanibalu-serijskom ubojici. U filmu, Clarice Starling, mlada agentica FBI-ja, poslana je zatvorenom Lecteru kako bi ga upitala za stručni savjet u vezi hvatanja serijskog ubojice, zvanog Buffalo Bill, koji otima žene i skida im kožu. Film je osvojio pet Oscara, uključujući onaj za najbolji film kao jedini horor film koji je osvojio glavnu nagradu.

## Radnja
FBI je očajan u potrazi za okrutnim serijskim ubojicom kojeg su prozvali Buffalo Bill, koji otima žene i skida im kožu. U nadi da će pronaći kakav trag ispitujući zatvorenog serijskog ubojicu, direktor FBI-jeva odjela za bihevioralne znanosti, Jack Crawford, šalje Clarice Starling, obećavajuću novakinju s FBI-jeve akademije, da ispita zloglasnog Hannibala Lectera, briljantnog forenzičkog psihijatra koji je postao kanibalistički serijski ubojica.
Posjetivši Lecterovu ćeliju, izvanredno obrazovani i elokventni Lecter odbija dati bilo kakve informacije. Kako Starling odlučuje poći, manijakalni pacijent u susjednoj ćeliji ju poprska svježom spermom po licu i kosi. Lecter postaje bijesan vidjevši ovu "neuljudnost", te poziva Sterlingovu nazad u ćeliju, gdje joj daje informacije o jednom od svojih bivših pacijenata u formi zagonetki. Rješivši zagonetku, informacija odvodi Starlingovu do zemljišta u vlasništvu Benjamina Raspaila (pokojnog bivšeg Lecterova pacijenta). U Raspailovu autu pronalazi glavu u posudi, koja je vjerojatno pripadala Raspailu.
Starling se vraća Lecteru i upita ga o odrubljenoj glavi i Benjaminu Raspailu, a Lecter poriče da je umiješan u to ubojstvo. Lecter joj tada daje ponudu, ako ga prebaci u drugu ustanovu, pomoći će joj da pronađe Buffalo Billa. Starlingova pristaje.
Buffalo Bill otima Catherine Martin, kćer američke senatorice Ruth Martin (Tennessee). Pronađena je šesta Billova žrtva, a skinuta joj je koža s leđa. Starling pomaže Crawfordu na obdukciji, na kojoj pronalaze leptirovu čahuru u žrtvinu grlu.
Clarice ponovno odlazi Lecteru, kojem je Crawford obećao transfer u bolnicu u New York, da bi započela s njim igru punu zagonetki i laži. Lecter, kazavši kako je dogovor predobar da bi bio istinit, počinje zahtijevati od Starlingove osobne informacije u zamjenu za informacije o Buffalo Billu (quid pro quo). Crawford je upozorio Starling da ne govori Lecteru ništa osobno, ali ona, očajnički trebajući njegovu pomoć, ignorira njegovo upozorenje i otkrije mu svoju najgoru uspomenu iz djetinjstva.
Starlingova počinje pričati Lecteru o smrti svojega oca, gradskog šerifa kojeg su ubila dvojica provalnika dok je bio u noćnoj ophodnji. Poslana je k rođacima na ranč u Montanu na kojem su se držale ovce i konji. U zamjenu, Lecter joj otkriva simboliku otkrivene čahure u grlu šeste žrtve: ona simbolizira promjenu (od ličinke preko čahure u leptira) te da Buffalo Bill također želi promjenu. Govori joj i o seksualnom identitetu Buffalo Billa, kako vjeruje da je transseksualac. Savjetuje joj da u bolnicama u kojima se obavljaju operacije promjene spola potraži dokumente o pacijentima koji su odbijeni jer su pali na psihološkom testu.
U međuvremenu otkriva se kako je Frederick Chilton, upravitelj umobolnice, potajno snimao razgovore između Lectera i Starlingove u pokušaju da konačno izradi profil zloglasnog Hannibala Lectera. Chilton saznaje i za Crawfordovu ponudu i kaže Lecteru. U zamjenu, ponudi Lecteru svoj prijedlog. Ako Lecter otkrije identitet Buffalo Billa, on će ga prebaciti u drugu ustanovu, ali jedino ako otkrije Chiltonu što zna. Lecter inzistira da će otkriti informaciju jedino senatorici Ruth Martin, i to osobno u Tennesseeju. Zadovoljan što se konačno riješio Lectera koji je bio njegov zatvorenik osam godina, Chilton se složi i užurbano napusti Lecterovu ćeliju.
U Tennesseeju, Lecter se počinje igrati sa senatoricom Martin, uživajući u njezinoj muci, ali joj ipak daje neke informacije o Buffalo Billu: njegovo pravo ime je Louis Friend, kojeg mu je poslao Raspail, kako su Raspail i Friend bili ljubavnici. S novim informacijama, FBI polazi spasiti Catherine.
Starling se sukobljava s Lecterom, sumnjajući kako je Lecter dao senatorici pogrešno ime. Sumnja da je ime anagram "željeznog sulfida" (Fool's Gold), te zahtjeva od njega da joj da pravo ime. Lecter odbija i zahtijeva od Starling završi svoju priču o svojem najgorem sjećanju na djetinjstvo. Starling je svjesna kako je to jedini način da dobije informacije od njega, pa mu kaže kako je se probudila jedno jutro uz vrištanje janjaca dok su ih klali. Svjedočeći užasu, pokušala je spasiti jedno janje odnoseći ga, ali je ubrzo uhvaćena, a janje je ipak zaklano. Lecter upita Clarice da li je još progone zvuci janjaca i kaže joj da vjerojatno ona misli da će, spasivši Catherine, vratiti svoj mir. Nervozna Starling počinje zahtijevati da joj Lecter da Billovo pravo ime, ali prije no što je uspjela doznati, iz zgrade su je izbacili Chiltonovi i Lecterovi čuvari. Ipak, ona se uspijeva na trenutak istrgnuti iz čvrstog zagrljaja i dohvatiti dokument od Lectera, koji koristi tu priliku da joj lagano dodirne ruku.
Iste večeri, Lecter zahtijeva drugi obrok. Dok je Chilton ispitivao Lectera u ćeliji u Baltimoreu, ostavio je kemijsku olovku u njegovoj ćeliji. Lecter je progutao olovku, te nakon što ju je povratio, uptrijebio je komadić kako bi otključao svoje lisice dok su mu dva policajca nosila drugi obrok. Slobodan, Lecter jednom policajcu raspori utrobu, a drugog ugrize za lice. Kad su stigli specijalci, vjerovali su da su našli Hannibala u dizalu, teško ranjenog. Prije njihova dolaska, Lecter je zamijenio odjeću s drugim policajcem, a njegova koža s lica poslužila mu je kao maska. Vjerujući kako je drugi policajac živ, stavljaju Lectera u kola hitne službe i žure prema bolnici. U međuvremenu, shvaćaju kako tijelo u dizalu zapravo pripada drugom policajcu. Tijekom tog vremena, Lecter ubija ekipu iz ambulantnih kola i bježi.
Starlingova se iznenađuje kad shvaća da joj je Lecter ostavio još tragova u fileu o Buffalo Billu. Uz pomoć svoje cimerice, Starling otkriva kako je nešto karakteristično u načinu ubojstva prve Billove žrtve. Frederica Bimmel ubijena je prva, ali pronađena treća, što sugerira da je Bill htio sakriti njezino tijelo. Starling pretpostavlja da je Fredericka poznavala Billa privatno.
Carwford šalje Satrling da istraži žrtvin rodni grad, Belvedere, Ohio, gdje otkriva da je ona bila krojačica. Odjeća u njezinom ormaru ima zakrpe u obliku romba, identične zakrpama od kože koje je Buffalo Bill skinuo sa zadnje žrtve. Starling uviđa kako je Bill vješt krojač koji se želi transormirati u ženu noseći "žensko odijelo" od prave kože. Naziva Crawforda, koji ga je već krenuo uhititi. Lecterova teorija o transseksualnoj kirurgiji dovela je policiju do Jamea Gumba, iz bolnice Johns Hopkins. Carwford prevodi napad na Gumbeovu ordinaciju u Calumet Cityju, Illinois, dok specijalci odlaze u njegovu kuću. Starlingova nastavlja ispitivati Bimmeline prijatelje.
Saznaje kako je Bimmelova jednom radila za izvjesnu gđu. Lippman, međutim, vrata na toj adresi otvara muškarac koji se predstavlja kao "Jack Gordon". Starlingovoj pada na pamet kako je Gordon zapravo Buffalo Bill, te da mu je pravo ime Jame Gumb. U kući uspijeva vidjeti tragove koji je uvjeravaju kako je Gordon zapravo Gumb. Izvlači pištolj i pokuša ga uhititi, ali se on iznenada izgubi u podrumu, a ona ga počinje slijediti. Pronalazi Catherine Martin, živu, u suhom bunaru. Svjetlo se gasi, ostavljajući ih u potpunom mraku. Gumb, noseći noćni dalekozor, staje uz Starlingovu potežući otponac na pištolju. Starlingova začuje klik, munjevito se okreće i upuca ga. Poziva pojačanje, a Catherine Martin je spašena.
Tijekom zabave povodom njezine diplome na FBI-jevoj Akademiji, Starlingova se zaprepašćuje nakon što je ju je na telefon nazvao Lecter. On je upita jesu li janjci prestali vrištati, te joj obećaje kako je neće tražiti i ako ona neće njega. Osim toga, kaže joj da ima starog prijatelja na večeri. Prije odjavne špice, prikazuje se Lecter kako uhodi Fredericka Chiltona, koji je došao na isto mjesto, (Bahame), kako bi se sakrio od Lectera, znajući kako će ovaj vjerojatno krenuti na njega zbog njegove okrutnosti dok mu je bio upravitelj.

## Produkcija
- Veći dio filma snimljen je u Pittsburghu jer taj grad ima jako nestalan krajolik i arhitekturu. Ta raznolikost pomogla je da se u filmu prikažu razni dijelovi zemlje.
- Obje scene u kojima je Lecter u kavezu, ona u sudu u Memphisu i scena zatvora u Baltimoreu, snimljene su u vojnom muzeju u Pittsburghu, Pennsylvania.
- Nijedan dio radnje filma nije smješten u Pennsylvaniju, iako naljepnice na automobilima to indiciraju.
- Unatoč hvaljenoj ulozi, Anthony Hopkins pojavljuje se u filmu malo više od 16 minuta.
- Uloga Hannibala Lectera prvo je trebala pripasti Geneu Hackmanu.
- John Lithgow bio je drugi izbor producenata za ulogu Hannibala.
- Michelle Pfeiffer odbila je ulogu Clarice Starling. Ovako je obrazložila razloge odbijanja: "bila je to teška odluka, ali bila sam nervozna zbog tematike."
- Lik Jacka Crawforda temeljena je na bivšem šefu FBI-jeva odjela za Bihevioralne znanosti, Johnu Douglasu, koji se može vidjeti u jednoj od izbačenih scena kao instruktor koji obučava klasu na FBI-jevoj Akademiji.

## Reakcije
Kritike su bile odlične, a posebno se to odnosilo na Anthonyja Hopkinsa i Jodie Foster. Roger Ebert posebno je naglasio "zastrašujuće sposobnosti" Hannibala Lectera. Oboje glumaca dobili su Oscara za svoje izvedbe.

### Zarada
Zarada u Americi:
- Prvi vikend: $13,766,814 (1497 kina)
- Postotak od konačne zarade: 10,5%
- Zaključno s datumom: 10. listopada 1991.
- Ukupna zarada u Americi: $130,742,922

Zarada u svijetu: $272,700,000

### Nagrade i kontroverze
Jonathan Demme osvojio je Oscara za najboljeg redatelja. Jodie Foster i Anthony Hopkins osvojili su Oscara za uloge Clarice Sterling i dr. Hannibala Lectera. Hopkinsova izvedba ostaje najkraća glavna uloga koja je osvojila Oscara, a Hopkins je proveo na ekranu nešto manje od 17 minuta. Osim toga, film je osvojio i Oscara za najbolji adaptirani scenarij i najbolji film. Kad jaganjci utihnu je treći koji je osvojio pet najprestižnijih Oscara (nakon filmova Dogodilo se jedne noći, 1934. i Let iznad kukavičjeg gnijezda, 1975.).
Od izlaska, film je bio meta kritika članova homoseksualne zajednice, koji su smatrali kako je to još jedan u nizu filmova u kojima se likovi homoseksualaca prikazuju negativno, u odsutnosti bilo kakvih pozitivnih osobina. Nakon objave mnogih nominacija, počele su kružiti glasine kako udruge za prava homoseksualaca, kao što je Queer Nation, planiraju omesti izravni prijenos dodjele Oscara ako film dobije ijednu nagradu. Iako se nikakvi protesti te vrste nisu dogodili, glasine su dovele do raznih diskusija o seksualnim manjinama u medijima. U godinama nakon filma povećan je broj filmova koji su govorili o homoseksualnosti i s homoseksualnim likovima, kao što je bio sljedeći projekt redatelja Demmea, Philadelphia.
Film je osvojio i nagrade CHI i PEO za najbolji film, a proglašen je najboljim i u izboru američkih kritičara. 1991., Jonathan Demme bio je nominiran za Zlatni globus za režiju. 1992., Ted Tally je dobio nagradu Edgar za najbolji scenarij. 1997. ga je Američki filmski institut uvrstio u popis 100 najboljih filmova u zadnjih 100 godina.

## Glumci
- Clarice Starling - Jodie Foster
- Hannibal Lecter - Anthony Hopkins
- Jack Crawford - Scott Glenn
- dr. Frederick Chilton - Anthony Heald
- Buffalo Bill/Jame Gumb - Ted Levine

## Utjecaji
Lik Jamea Gumba temeljen je na trojici stvarnih serijskih ubojica.
- Ed Gein, čovjek koji je u Wisconsinu oskvrnjivao grobove i ubijao žene kako bi im oderao kožu i napravio odjeću od nje. Gein je isto tako poslužio kao inspiracija za lik Normana Batesa u filmu Alfreda Hitchcocka Psiho.
- Ted Bundy, koji je u sedamdesetima ubio dvanaest žena, često mameći žrtve praveći se da mu je ozlijeđena ruka, što je tehnika kojom se Gumb poslužio kako bi namamio Catherine Martin u kombi. Kao i Lecter, Bundy je često nudio istražiteljima pomoć u hvatanju serijskih ubojica tvrdeći da poznaje njihovu psihologiju dok je čekao izvršenje smrtne kazne.
- Gary M. Heidnik držao je žene zarobljene u dubokoj rupi u svom podrumu.

Hannibal Lecter dijeli neke osobine s Andrejom Chikatilom (ruskim serijskim ubojicom) po tome što su obojica tijekom djetinjstva doživjeli kako su im ljudi pojeli braću i sestre dok su umirali od gladi. (Međutim, nije poznato koliko je ta priča o Chikatilou vjerodostojna). Hannibal je uspoređivan i sa zloglasnim kanibalom i ubojicom djece Albertom Fishom, kao i s Robertom Maudsleyjem, koji je pojeo mozak svog cimera dok je bio u zatvoru. Neki su kritičari uspoređivali Hannibala s njegovim mitološkim bićem: Drakulom. Razlog je bio to što Lecter dijeli s Drakulom i ostalim tradicionalnim vampirima izgled i karakterne crte. Lecter, kao i Drakula, vuče podrijetlo iz istočnoeuropske grofovije.

## Konfuzija oko nastavkaLovca na ljude
Tri lika iz filma (Hannibal Lecter, Jack Crawford i Frederick Chilton) pojavljuju i u ranijem filmu, Lovac na ljude, ali su ih portretirali drugi glumci. Iako ti glumci ni nisu zamoljeni da repriziraju svoje uloge u filmu Kad jaganjci utihnu, neki su mislili kako je ovaj film nastavak Lovca na ljude, ali činjenica da je Orion bio spreman producirati film bez prava na tri lika koji su se pojavili u Lovcu na ljude pokazuje da nikad nije ni bio planiran nastavak. U drugoj verziji scenarija, Ted Tally je naglasio: "Iz zakonskih razloga, tri imena likova Toma Harrisa morala su biti promijenjena. Nadam se, kao i Tom, da ćemo moći koristiti prava imena. Zbog toga je u ovom scenariju Jack Crawford postao 'Ray Campbell', Frederick Chilton 'Herbert Prentiss', a dr. Hannibal Lecter zove se 'dr. Gideon Quinn'." Producent Lovca na ljude, Dino De Laurentis, vidio je da bi film mogao uspjeti i dopustio Orionu da koriste likove Lecetera, Crawforda i Chiltona zabadava. Još jedan u prilog tome da film nije nastavak Lovca na ljude je činjenica da su Frankie Faison i Dan Butler nastupili u oba filma, ali u potpuno različitim ulogama. Zavrzlama je riješena 2002. kad je snimljen remake Lovca na ljude, Crveni zmaj, u kojem su Hopkins, Faison i Heald reprizirali uloge iz filma Kad jaganjci utihnu. Tako je Crveni zmaj postao prethodnik ovog filma, koji je povezan s ostala dva Hopkinsova filma. Treba naglasiti da se u Lovcu na ljude Lecterovo prezime izgovara "Lecktor", a uopće se ne spominje kanibalizam.

## Zanimljivosti
- Film se nalazi na 7. mjestu Bravove liste 100 najstravičnijih filmova.
- Rečenica Hannibala Lectera "A census taker once tried to test me, I ate his liver with some fava beans and nice chianti" izabrana je kao 21. od 100 najboljih filmskih citata svih vremena.
- Naširoko parodirano Lecterovo siktanje nakon ove rečenice nije bilo u originalnom scenariju. Hopkins je to izveo radi šale, ali nije očekivao da će to Demme iskoristiti u konačnoj verziji.
- Hannibala Lectera je Američki filmski institut proglasio najboljim filmskim negativcem svih vremena.
- Clarice Starling je Američki filmski institut proglasio 6. najboljim filmskim junakom svih vremena.
- Lik agentice FBI-ja, Dane Scully, iz serije Dosjei X, inspiriran je likom Clarice Starling iz filma Kad jaganjci utihnu.
- Gene Hackman trebao je režirati film, ali se povukao jer nije uspio naći glumca koji bi bio spreman odglumiti Hannibala Lectera, svi glumci koje je kontaktirao rekli su kako je lik preuznemirujući. Projekt je preuzeo Jonathan Demme, koji se odmah sjetio britanskog kazališnog glumca Anthonyja Hopkinsa.
- Na iznenađenje mnogih, Hopkins je jako "zagrizao" za ulogu Lectera. Smatrao je kako je lik fascinantan, a ne uznemirujući, te nije uzeo Hannibala Lectera za ozbiljno.
- Demme je vidio Hopkinsa još 1981., u ulozi dr. Trevesa u filmu Čovjek-slon, te je rekao kako bi "intenzivne ljudske osobine i inteligencija" koje je Hopkins unio u lik Trevesa bile savršene za Lectera. Hopkins do danas nije shvatio kakvu je vezu Demme vidio između dva lika.
- U sceni u kojoj se Clarice upoznaje s Hannibalom u filmu, Foster je zapravo upoznala i samog Hopkinsa. Dvoje glumaca nikad nisu održali probu te scene. Kako nikad nije bilo probe, Hopkins nije znao naglasak Fosterove sve do te scene. Nakon što je otkrio kakav joj je naglasak, odlučio joj se narugati (što se može vidjeti i u filmu). Ona je to isprva shvatila kao osobnu uvredu, ali mu je poslije zahvalila na toj improvizaciji.

## Vanjske poveznice
- Kad jaganjci utihnu u internetskoj bazi filmova IMDb-a
- Kad jaganjci utihnu na Rotten Tomatoes
- The Hannibal Lecter Studiolo
- Criterion Collection essay by Amy Taubin  Arhivirana inačica izvorne stranice od 29. rujna 2007. (Wayback Machine)